# 華楚卡堡
華楚卡堡（英語：Fort Huachuca）是美國陸軍一個軍事基地，它於1877年3月3日成立，原名爲華楚卡營（Camp Huachuca）。目前，這個基地由美國陸軍軍事基地管理部隊管轄，基地的地理位置在亞歷桑那州東南部科奇斯縣的谢拉维斯塔附近，华楚卡山脉北端，距离美墨边界约24公里。

## 外部連結
- 華楚卡堡官方主頁 （页面存档备份，存于）
- Fort Huachuca News （页面存档备份，存于）
- Fort Huachuca Apache Flats RV Resort information. （页面存档备份，存于）
- Historic Fort Huachuca （页面存档备份，存于）
- MI History Virtual Tour （页面存档备份，存于）